# 種生態学
種生態学（しゅせいたいがく）とは、研究対象を種にとる生態学のことである。
現実的には、この名でくくられることは少なく、実体はないに等しい。

## 概説
種生態学と呼ばれるものは、その名からわかるように対象を種とする生態学であるが、種が生物の存在様式として基本的な単位である（と考えられている）以上、どのような生態学であれ、種を対象にしないわけにはいかない。その中で、個々の種のありようにこだわる分野の研究が種生態学を名乗る場合があるが、どちらかと言えば著者のこだわりによるところが多く、客観的にはそれぞれに別の分野の名で呼ばれることが多い。具体的には以下のような場合がある。
- 個々の種の生理的性質を元に、その生育環境の様子やその種の分布様式等を論じる分野は、生理生態学（英語版）と呼ばれる。比較的古い分野と言える。
- 特定の地域におけるある種の生物全体は個体群を構成している。それを考える分野は、個体群生態学である。
- 個体群生態学が基本的に個体数にその焦点を置いた理論構成を持つことから、それでは論じづらい、習性や生活史の問題を対象とする生態学をこの名で呼ぶ場合もある。近年ではこのような分野は行動生態学や進化生態学の分野に入りがちである。
- 上記に関連するが、個体群生態学など既成の生態学理論に対する批判的立場から、生物の生存様式の単位を種であるとし、それを重視するべきだとの主張があり、これを種生態学という向きもある。これには「種社会」の実在を主張した今西錦司の影響も窺える。